# Ponta do Sol, Santo Antão (udde)
Ponta do Sol är en udde i Kap Verde.   Den ligger på ön Santo Antão i kommunen Ribeira Grande, i den nordvästra delen av landet, 300 km nordväst om huvudstaden Praia.
Terrängen inåt land är varierad. Havet är nära Ponta do Sol norrut. Runt Ponta do Sol är det ganska tätbefolkat, med 62 invånare per kvadratkilometer.. Närmaste större samhälle är Ponta do Sol, 0,94 km söder om Ponta do Sol. 
Trakten runt Ponta do Sol består till största delen av jordbruksmark.